# Saint-Méry
Saint-Méry è un comune francese di 406 abitanti situato nel dipartimento di Senna e Marna nella regione dell'Île-de-France. Prende il nome da san Mederico (detto anche saint Méry), in onore del quale nel VII secolo fu eretta una cappella, attorno alla quale si raggrupparono a poco a poco alcune case che costituirono il nucleo originale del comune.

## Società

### Evoluzione demografica
Abitanti censiti